# Charlie Laine

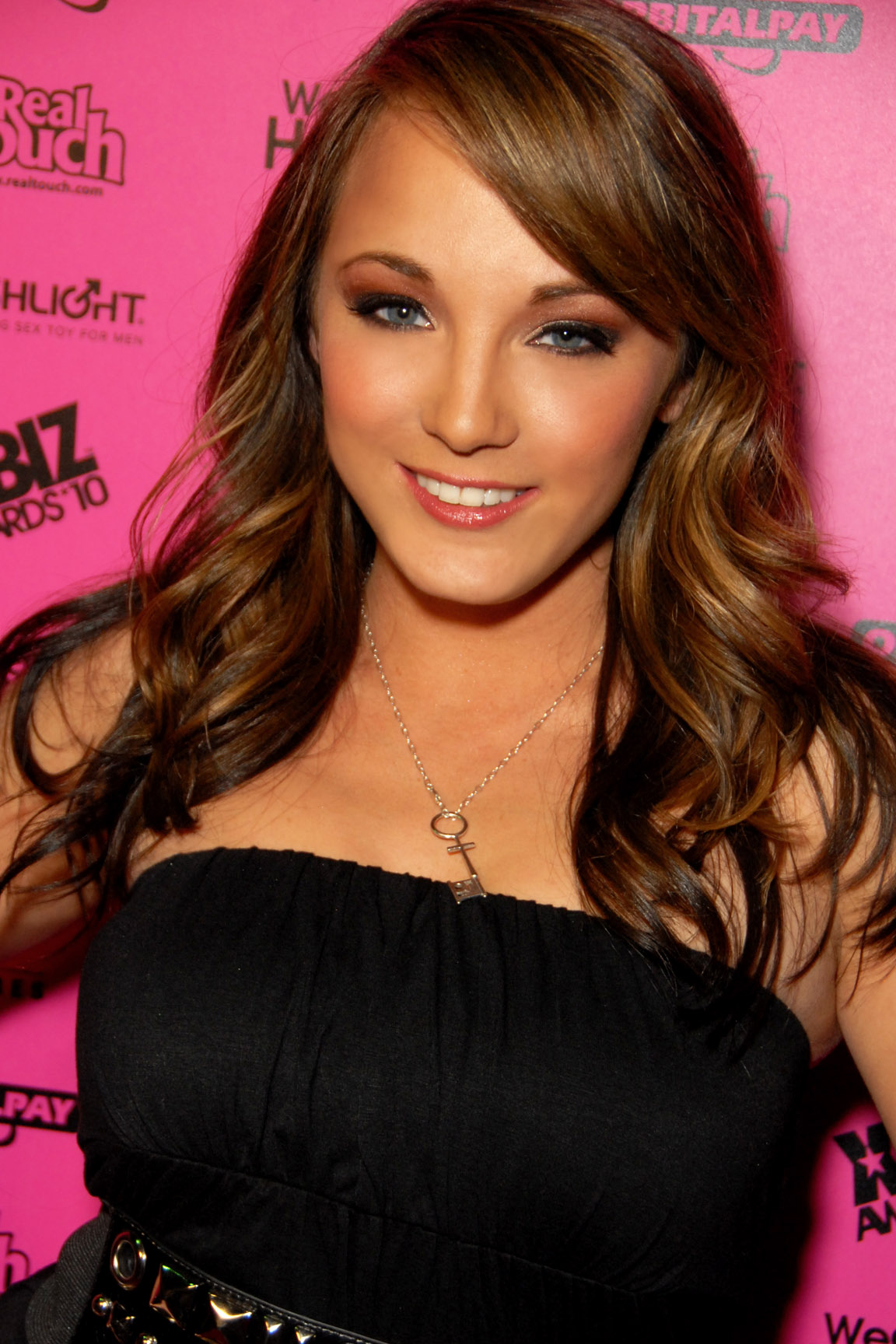
Charlie Laine, 2010

Charlie Laine (* 31. Januar 1984 in Marion, Wisconsin, eigentlich Tiffanie Gard) ist eine US-amerikanische Pornodarstellerin, Schauspielerin und Model. Sie dreht vorwiegend lesbische und Solo-Sex-Szenen.

## Karriere
Charlie Laine begann ihre Karriere 2002 im Alter von 18 Jahren. Seitdem hat sie laut IAFD in 230 Filmen mitgespielt. Sie dreht vorwiegend Szenen mit anderen Darstellerinnen, wodurch sie Auftritte in je fünf Teilen der lesbischen Porno-Reihen Women Seeking Women und Pussyman’s Decadent Divas hatte.
Nach eigener Aussage ist sie bisexuell. Sie arbeitet am liebsten mit Renee Perez, Celeste Star und Jenna Haze.
2005 unterschrieb sie nicht-exklusive Verträge mit den Produktionsstudios Metro Studios und Astrux Entertainment.
Regelmäßig tritt sie in TV-Produktionen in Erscheinung: Dreimal trat sie in der Howard Stern Show auf, in der Video-Dokumentation über die Adult Entertainment Expo 2008 sowie bei Jenna’s American Sex Star (TV-Serie von Jenna Jameson bei Playboy TV). Außerdem comoderierte sie die Sendung Almost Live with Gary Garver und erschien in einer Folge von Fat Guy Nation.
Im Februar 2006 war sie auf dem Cover des Penthouse zu sehen, weshalb sie seitdem als Penthouse Pet betitelt wird.
2009 nahm sie das Angebot an, die Pay-Per-View-Serie Too Much For TV zu moderieren, bei der sie Passanten auf der Straße über Sex interviewt.
Für die Free Speech Coalition erschien sie 2010 in zwei Spots zu Online-Piraterie von Inhalten für Erwachsene. Das erste Video FSC All-Star Anti-Piracy PSA ist sie gemeinsam mit einer Reihe von Stars der Pornoindustrie wie Ron Jeremy, Will Ryder und Nicki Hunter zu sehen. Ein zweites Video (FSC ‘Turn a Frown Upside-Down’ PSA) zeigt Charlie Laine in der Hauptrolle mit einer Botschaft über die Probleme von Schwarzkopien.
Laine wurde bisher viermal für den AVN Award nominiert. Von 2011 bis 2012 veröffentlichte Penthouse drei DVDs mit ihr. Regie führte bei diesen Erotik-Produktionen Kelly Holland. Aufgrund ihrer langjährigen Erfahrung in der Branche engagierte Penthouse sie Mitte 2011 als Produktionsleiterin. In ihren Zuständigkeitsbereich fallen dabei das Suchen von Film-Locations, Leitung eines Produktionsteams und die Arbeit am Set mit Darstellern.
Lainie Speiser stellt Charlie Laine in ihrem Buch Confessions of the Hundred Hottest Porn Stars vor.
Neben ihren pornografischen Darstellungen wirkt sie auch als Schauspielerin in erotischen Fernsehfilmen mit.

## Filmografie (Auswahl)
- Women Seeking Women 11, 36, 41, 45
- Pussyman’s Decadent Divas 21, 23, 24, 26, 28
- Pussy Party 4, 11, 18
- Jack’s Playground 11, 19
- Girlvana 2
- Jenna’s American Sex Star (TV)
- Bikini Royale (TV)
- 2004: Ambition
- 2005: Sexstars
- 2008: Voodoo Dollz
- 2009: Centerfold Showdown
- 2009: The Listing
- 2009: Office Rivals
- Busty Coeds vs. Lusty Cheerleaders (TV)
- Charlie’s Knock Out Adventures 2–5

## Auszeichnungen & Nominierungen
- 2006: Penthouse Pet Februar
- 2006: AVN-Award-Nominierung – Best Solo Sex Scene for Bluedreams
- 2007: AVN-Award-Nominierung – Best All-Girl Sex Scene – Film in Valentina
- 2007: AVN-Award-Nominierung – Best All-Girl Sex Scene – Film in Valentina
- 2009: AVN-Award-Nominierung – Best All-Girl 3-Way Sex Scene for Jack's Big Ass Show 7